# 윤희순
윤희순(尹熙順, 1860년 8월 11일 (음력 6월 25일) ~ 1935년 8월 1일)은 한국의 독립운동가로 한국 최초의 여성 의병 지도자였다.

## 생애
윤희순은 1860년 경기도 양주군 구지면(현 경기도 구리시)에서 윤익상과 덕수 장씨의 큰딸로 태어났다. 유학자 집안에서 나고 자란 윤희순은 16세 되던 1876년 춘천 의병장 외당 유홍석의 장남이며 팔도창의대장 의암 유인석의 조카인 
유제원과 결혼하였고, 시아버지 유홍석의 영향으로 의병운동에 뜻을 두게 되었다.
일제가 1895년 명성황후를 시해하고 1896년 단발령을 발표할 무렵 윤희순은 ‘안사람 의병가’등 여러 노래를 지어 항일의식을 불러일으켰고, 여성들도 구국 활동의 중심이 되어야 한다고 촉구하였다.
1907년 일제가 고종황제를 폐위시키고 대한제국 군대를 해산하자 의사는 군자금을 모아 가정리 여의내골에서 놋쇠와 구리를 구입하고 탄환, 유황 등으로 화승총에 쓸 화약을 직접 제작·공급하는 탄약 제조소를 운영하였다. 또한 여자의병 30여 명을 모집하여 다른 의병을 뒷바라지하거나 의병 훈련에 참여하였다. 비록 직접 의병 전투에 참가하지는 못했지만, 후방에서 그들을 적극 지원하며 의병운동에 힘을 쏟았다. 특히 관군과 일본군의 앞잡이 노릇을 하던 밀고자를 꾸짖었고, 그런 가운데 8편의 의병가와 4편의 경고문 을 남겼으며, 이는 최초의 한글 의병가이자 민족 저항 시가이다.

1911년 시아버지 유홍석과 남편 유제원을 따라 중국으로 망명하였고, 1912년 초 환인현으로 이주하여 무논을 개발하여 벼농사를 짓고 군자금을 모집하였다. 그리고 항일 인재를 양성하려고 노학당을 창립하여, 김경도 및 박종수를 비롯하여 50여 명의 항일운동가를 양성하였으며, 아울러 중국인과 한국인에게 항일애국 노래를 가르치기도 했다. 힘든 항일운동 와중에 1913년 시아버지 유홍석이, 1915년에는 남편 유제원마저 세상을 떠나자, 일제의 탄압으로 노학당이 폐교되자 무순 포가둔으로 이주하여 중국인들과 힘을 합쳐 조선독립단을 만들었고, 아울러 1926년에는 조선독립단 가족부대, 조선독립단 학교를 설립하였다. 이 무렵에도 직접 의병 훈련에 참여하였다. 아울러 신빈 영릉에도 조선독립단 학교 분교를 두어 항일운동가 양성에 전력을 다하였다.
1932년에 무순에서 항일 운동을 하다가 계획이 사전에 발각되어 실패하자 봉성현 석성 등지로 옮겨 지속적으로 항일운동을 전개하였다.
1935년 혜성현 묘관둔에서 8월 1일 숨을 거두었다. 1990년 건국훈장 애족장이 추서되었고, 2008년 9월 이달의 독립운동가로 선정되었다.

## 관련 문화재
- 윤희순 의병가사집 - 등록문화재 제750호